# Cắt đốm
Cắt đốm (danh pháp hai phần: Falco moluccensis) là một loài chim lá thuộc chi Cắt trong họ Cắt (Falconidae).
Loài này phân bố khắp miền Australasia, miền Ấn Độ - Mã Lai, và hầu hết của Wallacea, chúng sinh sống các vùng đồng cỏ với cây phân tán, canh tác nhẹ cây cối rậm rạp, và các rìa rừng sơ cấp và thứ cấp cao. Dọc các tuyến đường khai thác gỗ, đôi khi thâm nhập vào rừng, và đôi khi sống ở rừng thưa. Nó cũng đã được biết đến sống trong các khu vực của nơi cư trú của con người.
Cắt đốm ăn chủ yếu là động vật có vú nhỏ, chim, chủ yếu là thủy cầm và chim bồ câu, thằn lằn, và côn trùng.